# 长卵螺
长卵螺（学名：Oocorys elongata），是中腹足目卵螺科Oocorys属的一种。主要分布于中国大陆，常栖息在潮下带。
其种加词“elongata”意为“长的”。